# پومرسفلدن
پومرسفلدن (به آلمانی: Pommersfelden) یک شهر در آلمان است که در بامبرگ واقع شده‌است. پومرسفلدن ۲٬۹۳۶ نفر جمعیت دارد.